# Paraheminodus longirostralis
Paraheminodus longirostralis är en fiskart som beskrevs av Kawai, Nakaya och Bernard Séret 2008. Paraheminodus longirostralis ingår i släktet Paraheminodus och familjen Peristediidae. Inga underarter finns listade i Catalogue of Life.